# Ramón Álvarez Menéndez
Ramón Álvarez Menéndez (Gijón 1832-26 de julio de 1898 Baler, Filipinas) fue un importante empresario que hizo fortuna en las Islas Filipinas cuando aún formaban parte del Imperio Español. Nació en Gijón pero a la temprana edad de 16 años se embarcó como marinero rumbo a las Filipinas. Al llegar a estas islas construyó diversas plantaciones en Baler que lograron resistir al sitio establecido en la ciudad lo que le generó grandes riquezas. Luchó además a favor del bando de los Rebeldes filipinos lo que una vez terminado el sitio le trajo problemas. Falleció debido a un incendio que se produjo en su vivienda mientras dormía.
- Datos: Q6100154